# Notes from the Archive: Recordings 2011-2016
Notes from the Archive: Recordings 2011-2016 è un album di raccolta della cantante statunitense Maggie Rogers, pubblicato nel 2020.

## Tracce
1. Celadon & Gold – 3:11
2. Together – 3:22
3. Steady Now – 3:51
4. One More Afternoon – 4:39
5. Blood Ballet – 4:23
6. Resonant Body – 3:22
7. Symmetry – 2:53
8. Little Joys – 3:55
9. On the Page – 3:20
10. James – 4:29
11. (Does It Feel Slow?) (with Del Water Gap) – 0:17
12. New Song (with Del Water Gap) – 6:22
13. Anybody – 3:16
14. Kids Like Us – 4:03
15. Wolves – 3:57
16. Satellite – 7:08

- Notes from the Archive: Recordings 2011–2016 (With Commentary)

1. Intro - Notes from the Archive: Recordings 2011-2016 (Commentary) – 3:10
2. Part I - Rock EP: 2016 – 6:11
3. Celadon & Gold – 3:11
4. Together – 3:22
5. Steady Now – 3:51
6. One More Afternoon – 4:39
7. Part II - Blood Ballet: 2012-2015 (Commentary) – 3:56
8. Blood Ballet – 4:23
9. Resonant Body – 3:22
10. Symmetry – 2:53
11. Little Joys – 3:55
12. On the Page – 3:20
13. James – 4:29
14. Part III - Del Water Gap: 2012-2013 (Commentary) – 3:51
15. (Does It Feel Slow?) (with Del Water Gap) – 0:17
16. New Song (with Del Water Gap) – 6:22
17. Part IV - The Echo: 2011-2012 (Commentary) – 4:07
18. Anybody – 3:16
19. Kids Like Us – 4:03
20. Wolves – 3:57
21. Satellite – 7:08
22. Outro - Notes From the Archives: Recordings 2011-2016 – 3:41

## Formazione
- Maggie Rogers – voce, chitarra
- Nicholas Das – chitarra
- Andrew Campbell – chitarra
- Dan Hemerlein – basso
- S. Holden Jaffe – voce, chitarra